# Olanzapin

Strukturformel

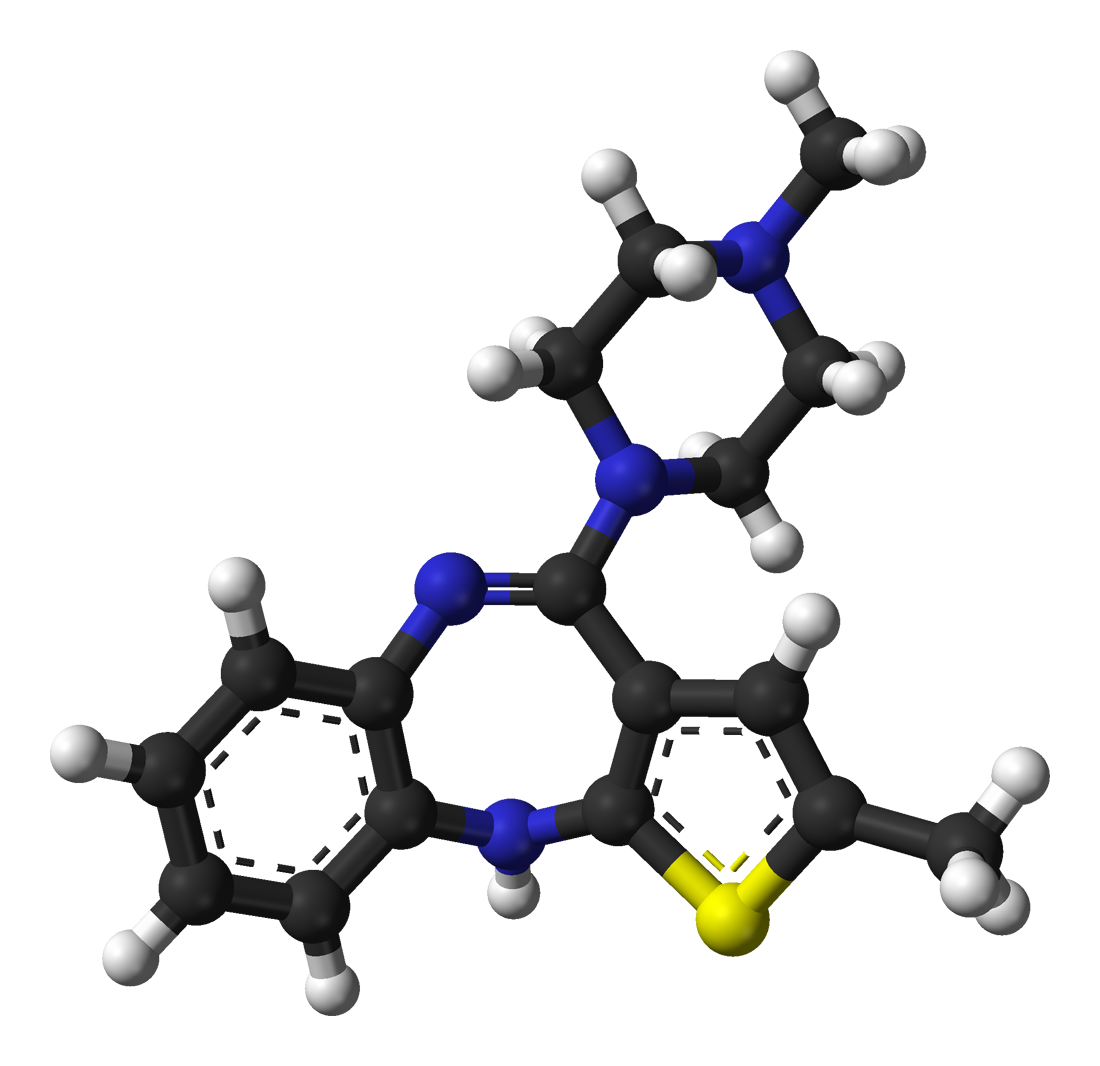
Molekylmodell

Olanzapin är ett antipsykotiskt läkemedel inom gruppen atypiska antipsykotika. 
Olanzapin används inom psykiatrin både som ett akutläkemedel vid akut psykos och mani vid schizofreni samt som underhållsbehandling, bland annat för att förebygga återinsjuknande i psykotiska tillstånd. Den vanligaste bieffekten av olanzapinbehandling är viktökning, med ökad risk för metabolt syndrom och typ 2-diabetes som följd.

## Användning
Olanzapin är i USA godkänt för behandling av:
- Schizofreni och andra psykoser.[2][3]
- Akuta maniska episoder av bipolär sjukdom.[2][3]
- Akut agitation associerad med båda dessa tillstånd.
- Underhållsbehandling av bipolär sjukdom (som stämningsstabiliserande).[4]
- Behandling av depressiva episoder associerade med bipolär sjukdom.

I en jämförande studie från 2013 där 15 antipsykotiska mediciner studerades avseende effektivitet i behandling av schizofrena symtom, anges olanzapin vara det tredje mest effektiva läkemedlet av de undersökta.
I en SBU-rapport från 2015 fann man att det inte gick att bedöma effekterna av underhållsbehandling med olanzapin för bipolär sjukdom typ I, eftersom det saknades tillräckligt bra studier. Inga slutsatser alls kunde dras för några andra generationens antipsykotika, som underhållsbehandling för bipolär sjukdom typ II.

## Farmakologi
Olanzapin saknar halogenatomen vilken finns i klozapin. Olanzapin är en  tienobenzodiazepinanalog. Tienobensodiazepiner är tricykliska föreningar som är sammansatta av "tieno", "benso" och "diazepin" ringar.
Olanzapin liknar strukturellt klozapin och är klassificerad som en tienobensodiazepin. Olanzapin har en högre affinitet för 5-HT2-receptorer än dopaminreceptorer. Olanzapin är potent för histaminreceptorer, kolinerga muskarinerga receptorer och lite för de alfaadrenerga receptorerna.

### Farmakodynamik
Verkningsmekanismen för olanzapins antipsykotiska aktivitet är inte helt klarlagd. Den kan involvera antagonism vid 5-HT2-receptorerna och histaminreceptorer samt kolinerga muskarinerga receptorer. Antagonism av dopaminreceptorer är förknippade med extrapyramidala bieffekter som tardiv dyskinesi. Antagonistiska effekter vid histamin H1-receptorer ger trötthet och kan ge viktökning men den antagonistiska effekten vid 5-HT2C-receptorer i fallet med olanzapin har också kopplats till viktökningen och aptitstimulansen.
Olanzapin blockerar alfa1-adrenoreceptorer vilket kan orsaka yrsel om man reser sig snabbt från sittande eller liggande ställning.

### Farmakokinetik
Den genomsnittliga halveringstiden bedöms ligga på cirka 36 timmar. Steady state nås efter 1 vecka. Medicinen kan tas utan föda då mat inte påverkar upptaget. Olanzapin metaboliseras främst av CYP1A2 och i mindre utsträckning av CYP2D6.

## Biverkningar
Som alla neuroleptika kan olanzapin orsaka det sällsynta men livshotande malignt neuroleptikasyndrom, samt tardiv dyskinesi. Denna risk är dock mycket liten och ännu mindre än hos typiska antipsykotika.
Andra kända biverkningar inkluderar sömnighet, sömnlöshet, yrsel, viktökning, viktminskning, förstoppning.
Andra biverkningar inkluderar: rastlöshet, akatisi, muntorrhet, trötthet, ortostatisk hypotension, ökad aptit, lågt blodtryck, sväljsvårigheter, utebliven mens och apati (brist på känslor).
Hyperglykemi (för hög nivå av blodsocker) kan förekomma bland cirka 10 % av användare och även medföra viktuppgång.
På grund av en ökad risk för stroke utfärdade brittiska Committee on the Safety of Medicines år 2004 en varning att olanzapin och risperidon, båda atypiska antipsykotika, inte bör ges till äldre patienter med demens. I USA har olanzapin en "black box-varning" för ökad risk för dödsfall hos äldre patienter. Den är inte godkänd för användning för patienter med demensrelaterad psykos.

### Överdosering
Symptom på överdos inkluderar takykardi, agitation, dysartri, sänkt medvetande och koma. Vid mycket höga doser kan livsfara uppstå.

## Icke-godkänd användning
Icke-godkänd användning eller så kallad off label-förskrivning av olanzapin förekommer. Fallrapporter, öppna och små pilotstudier föreslår effekt av olanzapin för behandling av några ångesttillstånd (till exempel generaliserat ångestsyndrom, paniksyndrom, posttraumatiskt stressyndrom); olanzapin har inte blivit rigoröst utvärderat i randomiserade, placebokontrollerade studier för denna användning, och är inte godkänt av Läkemedelsverket för dessa indikationer.
Andra vanliga icke-godkända användningar av olanzapin inkluderar tilläggsbehandling för depressioner utan psykotiska inslag, farmaceutisk behandling av ätstörningar (till exempel anorexia nervosa, ätstörning UNS), då lägre doser har visat sig göra vissa patienter mer mottagliga för vård och visat sig effektiva mot allvarliga ångesttendenser vid allvarliga fall av ätstörningar. Ett annat förhållandevis nytt användningsområde är låga doser vid svår ångestproblematik som ett alternativ till bensodiazepiner, då läkemedlet visat sig ha snabb effekt mot ångest. Medicinen har också använts för Tourettes syndrom och svåra beteenderubbningar.
Olanzapin har marknadsförts mot demens av Eli Lilly trots att det har aldrig visats hjälpa vid symptomen på demens. Lilly instruerade sina säljrepresentanter att föreslå att läkare skulle förskriva Zyprexa till äldre patienter med symptom på demens. Ett dokument visar "demens skall vara första budskapet" för vårdcentralsläkare, eftersom de "inte behandlar bipolär" eller schizofreni, men "behandlar demens". Tre månader efter lanseringen ledde Lillys Zyprexakampanj kallad 'Viva Zyprexa' till 49 000 nya förskrivningar. Sedan, år 2002, när Zyprexa visade sig öka risken för stroke hos äldre upphörde denna kampanj. Senare påbörjades en annan kampanj, 'Zyprexa Limitless', som fokuserar på patienter med mild bipolär sjukdom som tidigare blivit diagnosticerade som deprimerade, trots att Zyprexa av FDA endast godkänts för behandling av mani vid bipolär sjukdom och inte depression.

## Historik
Olanzapin syntetiserades för första gången i Storbritannien år 1982. År 1986 och 1987 skedde kliniska fas I-prövningar. Företaget Eli Lilly ansökte om patent för olanzapin i Storbritannien år 1990. Olanzapin godkändes av amerikanska FDA år 1996 och av svenska Läkemedelsverket i november 1996. Sedan patentet på olanzapin löpte ut 2011 finns generiska läkemedel med substansen.

## Kritik
År 2004 anklagade en grupp patienter företaget som tillverkade olanzapin för att inte ha varnat om viktökning och ökat blodsocker med diabetes som konsekvens vid introduktionen 1996.
Uppdrag granskning 2007 hade ett reportage angående problemet med viktuppgången hos Olanzapin.

## Namn
Olanzapin säljs under varunamnen Zyprexa, Zypadhera, och i USA även som Symbyax (i kombination med fluoxetin).